# Case Histories (televisieserie)
Case Histories is een Engelse detectiveserie gebaseerd op de boeken van Kate Atkinson over de voormalige politie-inspecteur en nu privédetective Jackson Brodie, die in de televisieserie wordt gespeeld door Jason Isaacs. De serie ging in première op 5 juni 2011, op BBC1. In oktober 2011 was sprake van goedkeuring voor een vervolg met twee afleveringen van elk twee uur. In september 2012 meldde de BBC echter dat de tweede serie zou bestaan uit drie afleveringen van elk anderhalf uur, gebaseerd op het in 2011 verschenen boek Started Early, Took My Dog van Atkinson. Uitzending werd voorzien op BBC 1 in 2013. De opnamen voor de tweede serie waren midden oktober 2012 in volle gang.

## Verhaallijn
Jason Isaacs (in Nederland en België vooral bekend door zijn rol als Lucius Malfidus in de Harry Potter-films) kruipt in de huid van oud-politieman Jackson Brodie, een man met een geheimzinnig jeugd-trauma. Na zijn vertrek bij de politie is hij als privé-detective actief in Edinburgh. Zijn eerste zaak brengt drie verschillende 'case histories' samen, dat wil zeggen drie oude onopgeloste (moord)zaken.

## Rolverdeling
- Jason Isaacs: Jackson Brodie
- Amanda Abbington: DC Louise Munroe
- Kirsty Mitchell: Josie Brodie
- Zawe Ashton: Deborah Arnold
- Natasha Little: Julia Land
- Millie Innes: Marlie Brodie

## Afleveringen
- Case Histories - Deel 1
- Case Histories - Deel 2
- One Good Turn - Deel 1
- One Good Turn - Deel 2
- When Will There Be Good News? - Deel 1
- When Will There Be Good News? - Deel 2